# Cheumatopsyche transmutata
Cheumatopsyche transmutata är en nattsländeart som beskrevs av Wolfram Mey 1998. Cheumatopsyche transmutata ingår i släktet Cheumatopsyche och familjen ryssjenattsländor. Inga underarter finns listade i Catalogue of Life.